# Света Параскева (Въдрища)
Вижте пояснителната страница за други значения на Света Параскева.
„Света Параскева“ или „Света Петка“ (на гръцки: Ναός Αγίας Παρασκευής) е възрожденска православна църква в ениджевардарското село Въдрища (Палеос Милотопос), Гърция, част от Воденската, Пелска и Мъгленска епархия на Цариградската патриаршия.
Църквата е построена в 1756 година. Престолните икони са изписани в 1815 година от селишкия майстор Георгиос Мануил. Църквата има уникален резбован иконостас.